# 田中真実
田中真実（たなか まみ）は、日本の警察官僚。沖縄県警察本部警務部長。

## 来歴
兵庫県神戸市出身。京都大学法学部を卒業後、2005年、警察庁入庁。全国的な見地から現状の課題に取り組むという国家公務員の仕事に魅力を感じ、入庁したという。その後、内閣官房内閣人事局参事官補佐、警察庁交通局運転免許課理事官、警察庁交通局交通企画課理事官などを歴任。
警視庁交通部交通総務課長在任中には、電動キックボードのルール周知に携わった。
2024年3月29日、沖縄県警察本部警務部長に就任(女性初)。

## 略歴
- 2005年4月：  警察庁入庁[3]
- 同年8月：        警視庁麻布警察署係長[3]
- 2006年10月：警察庁刑事局刑事企画課係長[3]
- 2008年9月：  警察庁交通局交通規制課係長[3]
- 2009年6月：  コロンビア大学留学[3]
- 2011年8月：  徳島県警察本部刑事部捜査第二課長(女性初の所属長)[2]
- 2013年3月：  警察庁長官官房国際課長補佐[6]
- 2015年3月：  警察庁長官官房人事課長補佐[3]
- 2018年8月：  内閣官房内閣人事局参事官補佐兼総務省行政管理局副管理官[3]
- 2022年3月：  警視庁交通部交通総務課長[7]
- 2023年2月：  警察庁長官官房企画官兼警察庁交通局交通企画課理事官兼警察大学校警察政策研究センター付[8]
- 2024年3月：  沖縄県警察本部警務部長[1]